# Västmanlands runinskrifter 9
Västmanlands runinskrifter 9 är en vikingatida runsten av granit vid Saltängsbron, Västerås kommun. Runstenen är ungefär 2 meter hög och 1 meter bred. Runhöjden är 10-11 centimeter. Det är en parsten till Vs 10 och stenarna restes till minne av en man vid namn Ösel, som dog i England. Båda stenarna flyttades ett antal meter vid en vägomläggning 1972.

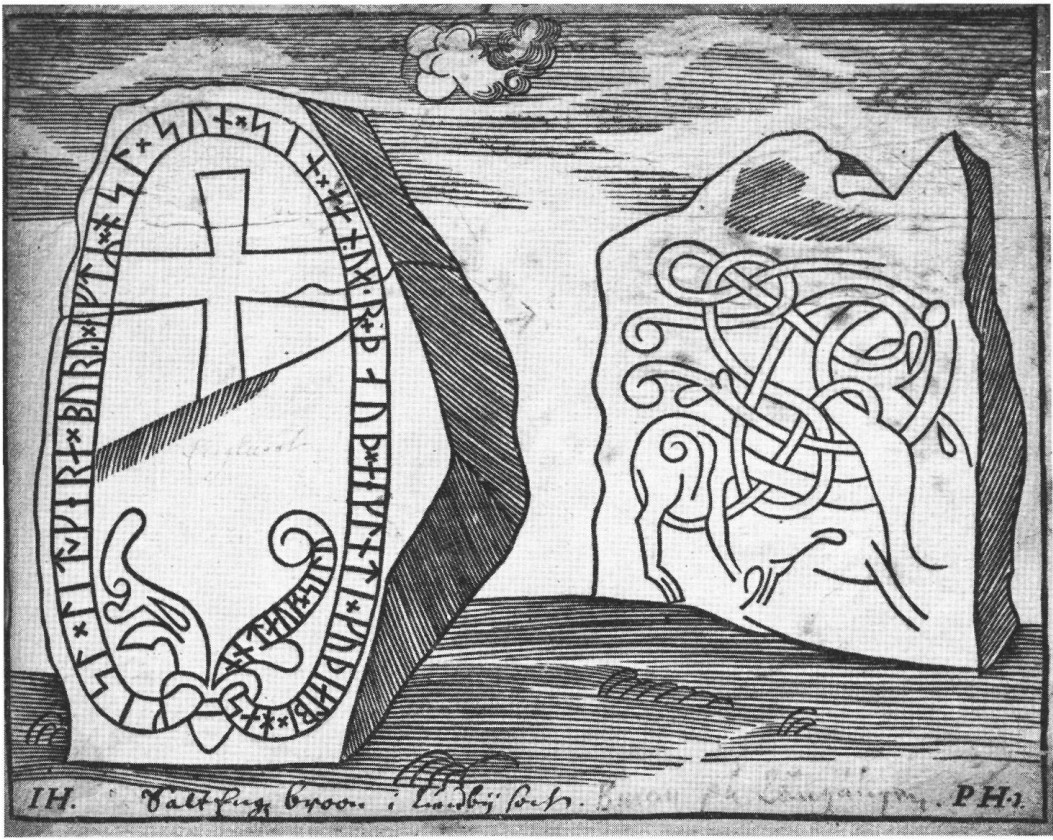
Vs 9 och Vs 10 avbildade på 1600-talet.

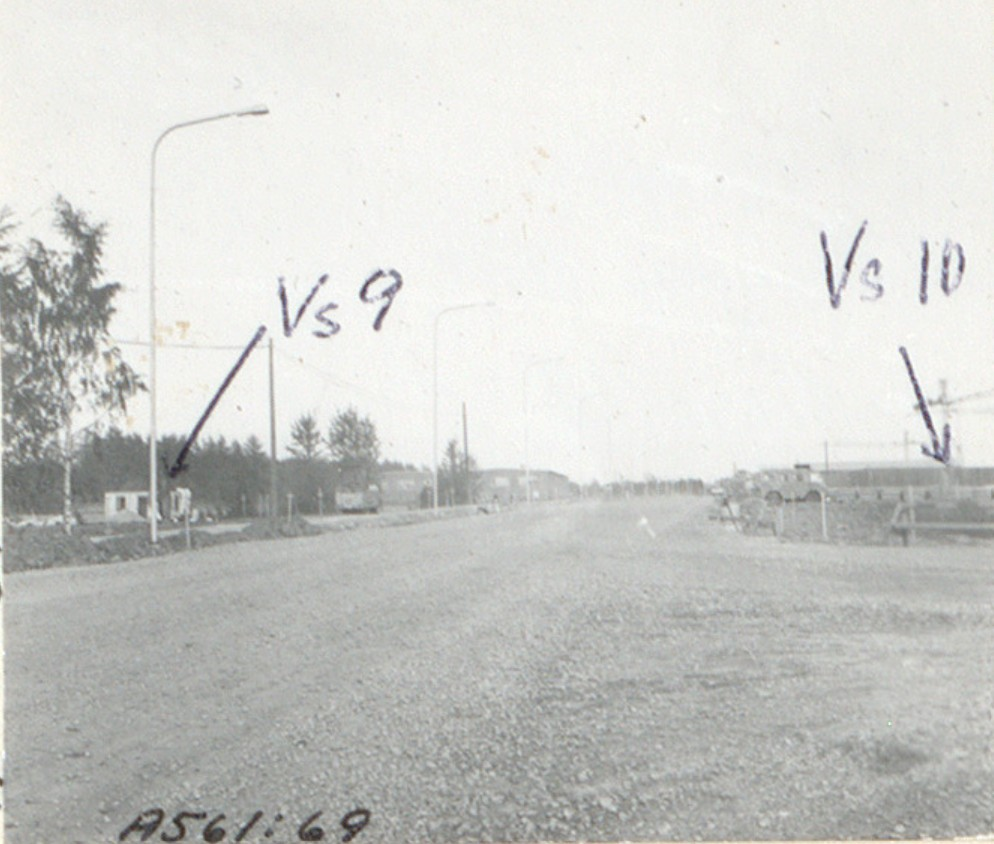
Runstenarna Vs 9 och Vs 10 efter flyttningen 1972.

## Inskriften
Translitterering av runraden:
× kisl × lit × kera × buru × eftʀ × osl × sun × sin × han u(a)[rþ] × tyþr × a eklati × kuþ ialbi × has × ont auk × selu
Normalisering till runsvenska:
Gisl let gærva bro æftiʀ Asl/Ôsl, sun sinn. Hann varð dauðr a Ænglandi. Guð hialpi hans and ok selu.
Översättning till nusvenska:
Gisl lät göra bron till minne av Ösel, sin son. Han blev död i England. Gud hjälpe hans ande och själ.